# Лотерстайн, Эндрю
Эндрю Джордж Лотерстайн (англ. Andrew George Lauterstein; род. 22 мая 1987 года, Мельбурн, Виктория, Австралия) — австралийский пловец. Специализируется в плавании баттерфляем на дистанциях 100 и 200 метров и вольным стилем.
Дебютировал в составе сборной страны на Играх Содружества 2006 и выиграл золотую медаль в эстафете. В следующем году участвовал в чемпионате мира 2007.
На Олимпийских играх 2008 выиграл три медали.
На Играх Содружества 2010 закончил пятым в 50 метров баттерфляем.